# Ciel
Ciel è un comune delegato e frazione del comune di Verdun-Ciel, situato nel dipartimento della Saona e Loira nella regione della Borgogna-Franca Contea. In precedenza comune autonomo, il 1º gennaio 2025 è confluito insieme all'ex comune di Verdun-sur-le-Doubs nel nuovo comune di Verdun-Ciel.

## Società

### Evoluzione demografica
Abitanti censiti